# Julia Boschman

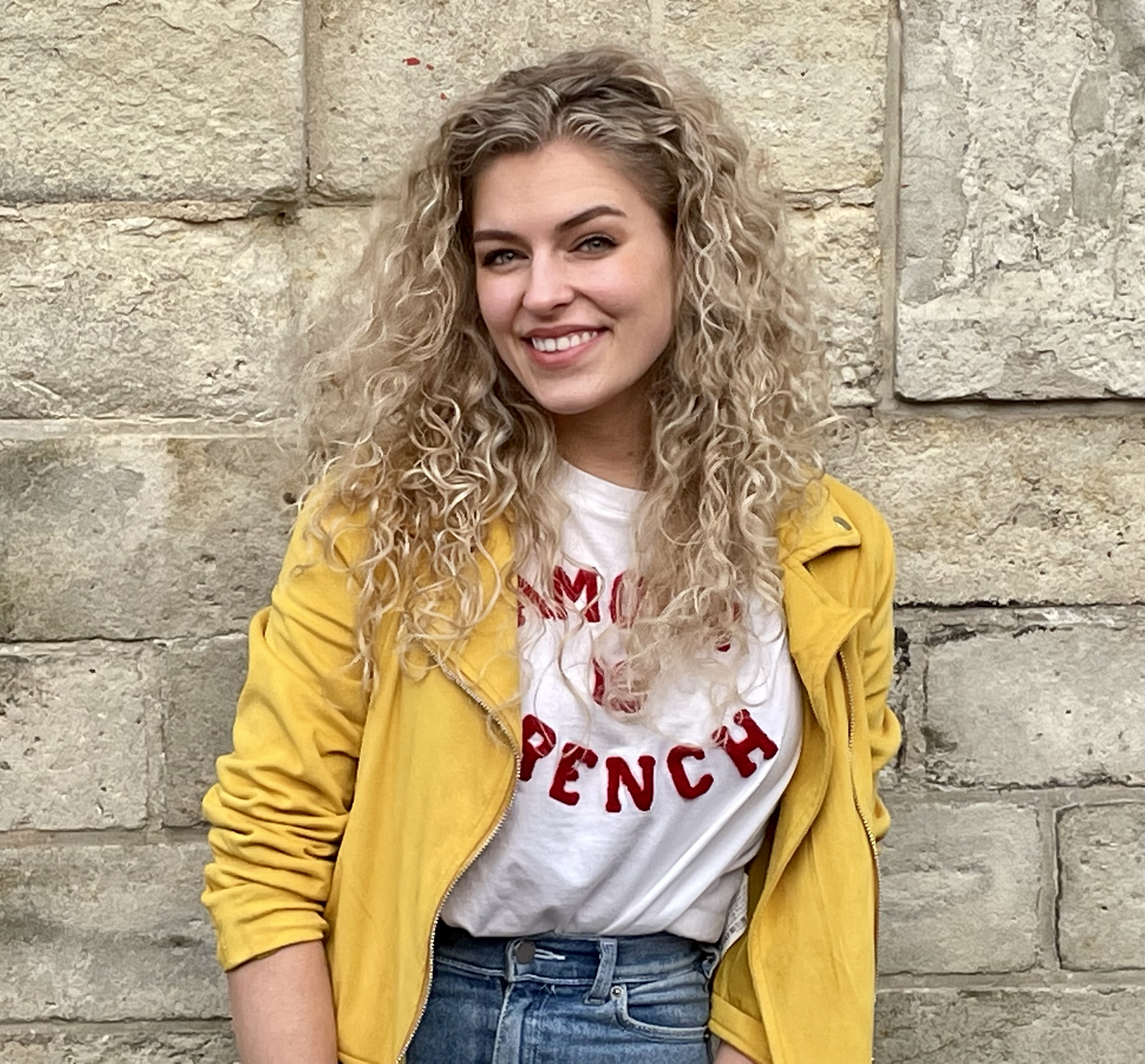
Julia Boschman en 2021

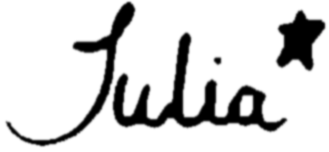
Signature

Julia Boschman (née à Berg-op-Zoom, en Pays-Bas, le 8 juin 2002) est une chanteuse, actrice (musicale) et présentatrice néerlandaise qui fait partie du groupe K3 depuis 2021.

## Enfance et vie privée
Julia Boschman a étudié le conseil en design d'intérieur et a travaillé chez Intratuin. Elle chante et joue dans des productions amateurs depuis qu'elle est jeune. Par exemple, elle a joué le rôle d'Annie en tant qu'élève dans la classe musicale junior et faisait partie du casting pour enfants de Ciske De Rat au BOV. Elle a également été membre de The MusiCompany et de CKB Musical Kids pendant un certain temps. À partir de 2017, Julia Boschman a joué dans l'ensemble de la Stichting JONG! Théâtre dans Peter Pan et a joué le rôle de Jasmine dans Aladdin. En 2019, elle a joué le rôle principal dans le spectacle en plein air de Bergen « Supersum ».
Depuis juillet 2024, Julia Boschman entretient une relation avec l'acteur de Nachtwacht Louis Thyssen.

## Carrière
Le 27 novembre 2021, Julia Boschman est devenue la gagnante de l'émission télévisée K2 zoekt K3 (K2 cherche K3), où elle a été choisie parmi 22 690 candidats en tant que nouveau membre du K3 et successeur de Klaasje Meijer. Avec les autres membres Hanne Verbruggen et Marthe De Pillecyn, elle a depuis formé le groupe de filles.

## Télévision
- Studio Pepernoot (2020) en tant que Luisterpiet
- K2 zoekt K3 (2021) dans son propre rôle
- K2 zoekt mee (2021) dans son propre rôle
- K3 - Muziekclips (2021-présent) dans son propre rôle
- K3 Vlogt (2021-présent) dans son propre rôle
- K3, een nieuw begin (2021) dans son propre rôle
- Marble Mania (2022) en tant que candidate avec Hanne Verbruggen et Marthe De Pillecyn
- The Voice Kids (2022) en tant que membre du jury/coach avec Hanne Verbruggen et Marthe De Pillecyn
- K3, een nieuwe start (2022) dans son propre rôle
- Zin in Zappelin (2022) dans son propre rôle
- K3 Vriendenboek (2022) dans son propre rôle
- K3, één jaar later (2022) dans son propre rôle
- The Big Show (2022) dans son propre rôle
- Liefde voor muziek (2023-2024) en tant que candidate avec Hanne Verbruggen et Marthe De Pillecyn
- Team K3 (2023) dans son propre rôle
- Een terugblik op 25 jaar K3 (2023) dans son propre rôle

## Film
- K3 en het lied van de zeemeermin (2024) en tant que Julia

## Théâtre

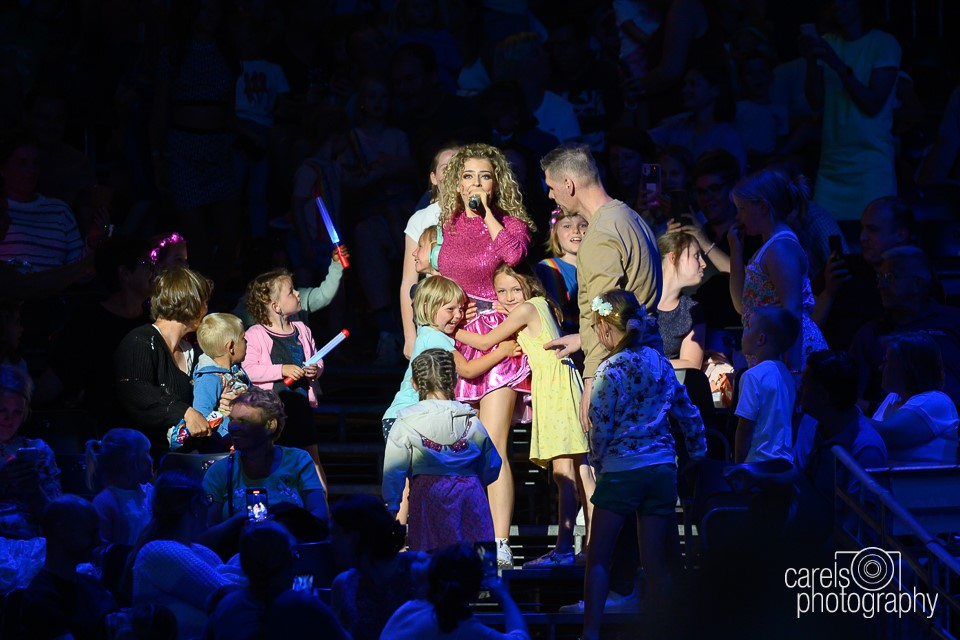
Julia Boschman lors d'un concert live de K3 en 2023

| Année        | Titre                    | Rôle               | Producteur              |
| ------------ | ------------------------ | ------------------ | ----------------------- |
| 2015         | Ciske de Rat             | Camarade de classe | BOV                     |
| 2016         | Annie                    | Annie              | JMC                     |
| 2017         | Peter Pan                | Iníon              | Stichting JONG! Theater |
| 2018         | Aladdin                  | Jasmine            | Stichting JONG! Theater |
| 2019         | Supersum                 | Lieske             | Stichting De Vierschaar |
| 2021-présent | De Grote Sinterklaasshow | Julia              | Studio 100              |
| 2022         | Kom erbij!               | Julia              | Studio 100              |
| 2022-2023    | K3 Live in Concert       | Julia              | Studio 100              |
| 2023         | Vleugels                 | Julia              | Studio 100              |
| 2023         | K3 Live Late Night       | Julia              | Studio 100              |
| 2023-2024    | Studio 100 Sing Along    | Julia              | Studio 100              |
| 2024         | De 3 Biggetjes           | Julia              | Studio 100              |